# 엑스플러즌
엑스플러즌(Xplosion)은 임팩트 레슬링의 2부리그 프로그램이다. 2002년 10월에 첫 방송되었다. 익스플러즌은 임팩트 레슬링 전후에 녹화된다.

## 커미셔너
- 데즈몬드 울프 (2011년 5월 16일 ~ 현재)

## 해설자
| 해설자                  | 날짜                             |
| ----------------------- | -------------------------------- |
| 마이크 테니 & 돈 웨스트 | 2002년 10월5일 ~ 2009년 8월 13일 |
| 마이크 테니 & 테즈      | 2009년 8월20일 ~ 2010년 6월 7일  |
| 제레미 보래쉬 & 테즈    | 2010년 6월 14일 ~ 현재           |
| 테즈 & 에릭 영          | 2010년 11월10일                  |